# Angelo Grillo
Angelo Grillo, né à Gênes vers 1557 et mort à Parme en octobre 1629, est moine bénédictin et poète italien du XVIIe siècle.

## Biographie
Noble génois, et bénédictin de la congrégation du Mont-Cassin, renonça aux dignités et aux avantages que lui promettait sa naissance pour embrasser l’état monastique. Il prit l’habit de St-Benoît dans l’abbaye de Ste-Catherine de Gênes en 1572, et s’y livra avec tant d’ardeur à l’étude, qu’il se rendit presque toutes les sciences familières. Il était habile philosophe, théologien profond, versé à fond dans les Saintes Écritures et dans la lecture des Pères de l'Église, et savant mathématicien. Il cultivait en même temps la poésie et l’éloquence, faisait des vers latins et italiens avec une grande facilité, et passait pour un excellent orateur. Son heureux caractère, son amabilité et ses talents l’avaient lié avec les plus beaux esprits et les plus éminents personnages de son temps. Le Tasse, le Cavalier Marin, le Guarini, s’honoraient de cultiver son amitié. Les papes Urbain VIII et Alexandre VII l’avaient en estime particulière, et il jouissait dans son ordre de la plus grande considération. Il en occupa les principaux postes, fut abbé de St-Paul de Rome, et fut élu quatre fois président ou supérieur général de sa congrégation. Il eût pu aspirer aux premières dignités de l’Église ; il préféra rester fidèle à sa vocation, et refusa les évêchés d’Aléria en Corse et d’Albenga que lui offrit Urbain VIII. Ce pape avait conçu une telle affection pour Grillo, qu’il recherchait avec empressement son entretien, et passait souvent avec lui des heures entières. C’est pendant que Grillo était abbé de St-Paul qu’il établit l’Académie des Humoristes, dont il devint lui-même un des principaux ornements. Il mourut à l’abbaye de St-Jean l’Evangéliste de Parme, dans un âge très-avancé.

## Œuvres
- Affetti pietosi (en vers) sur la naissance, la circoncision et la passion du Sauveur, Venise, 1591, in-8°, plusieurs fois réimprimé. On trouve dans les œuvres d’Urbain VIII, alors cardinal Barberini, une pièce de vers à la louange de cet ouvrage ;
- Rime morali, 1580, 1599, in-4° ;
- Poèmes sur la flagellation du Sauveur, et les douleurs de la Ste-Vierge, 2 tomes ; le premier, Venise, 1608 ; le deuxième, 1610 ;
- l’Éloge de Giovanni Giacomo Imperiale, doge de Gênes, Venise, 1618, in-4° ;
- Pompe della morte, Venise, 1599 ;
- Lagrime del penitente ;
- un Poème en l’honneur de la Croix, Venise, 1611 ;
- des Sonnets, des Madrigaux et autres poésies ;
- deux volumes de Lettres, Venise, 1608, qui ont été plusieurs fois réimprimées ;
- Regulæ pro exercitio ecclesiasticarum dignitatum, et idea veri religiosi ; cet ouvrage est resté manuscrit.